# Dale Raoul
Karen Dale Raoul (Missoula, 16 augustus 1956) is een Amerikaanse actrice en stemactrice.

## Carrière
Raoul begon haar carrière als actrice in het theater in San Francisco, waar zij een rol speelde in het toneelstuk Hamlet en The Taming of the Shrew. Hierna speelde zij nog in lokale theaters door het hele land.
Raoul begon in 1986 met acteren in de televisieserie Murder, She Wrote, waarna zij nog meerdere rollen speelde in televisieseries en films. Zij speelde in onder anderen Blast from the Past, True Blood, Undercover Bridesmaid en Under the Dome.
Raoul is naast actrice ook actief als stemactrice voor voice-over werk.

## Huwelijk
Raoul is in 1986 getrouwd met een lichtontwerper.

## Filmografie

### Films
Uitgezonderd korte films.
- 2021 Untold: This Is My Story - als Mildred
- 2018 Guess Who Died - als Lydia
- 2017 A Million Happy Nows - als Wendy
- 2017 The Labyrinth - als Rosie
- 2015 The Bronze - als Doris
- 2014 Untold - als Mildred
- 2013 The Pretty One - als mrs. Shoemacher
- 2012 Undercover Bridesmaid - als tante Helen
- 2011 Convincing Clooney - als Sophia
- 2009 Mending Fences - als Bessie
- 2008 Seven Pounds - als vrijwilligster St. Matthew
- 2005 Save the Mavericks - als Sissy
- 2002 Ronnie - als buurvrouw
- 2001 The Mexican - als Estelle
- 2000 Beautiful - als winkelende vrouw
- 1999 Love Stinks - als verpleegster
- 1999 NetForce - als rechter Peters
- 1999 Blast from the Past - als moeder
- 1998 They Come at Night - als werkneemster Rode Kruis
- 1997 Out to Sea - als Sylvia
- 1997 A Match Made in Heaven - als Geraldine Haft
- 1996 Death Benefit - als mrs. Greene
- 1995 Favorite Deadly Sins - als Allison Shoop
- 1992 The Lawnmower Man - als Dolly
- 1989 Hollywood Chaos - als secretaresse

### Televisieseries
Uitgezonderd eenmalige gastrollen.
- 2012-2017 Ave 43 - als Brenda - 28 afl.
- 2013-2014 Under the Dome - als Andrea Grinnell - 12 afl.
- 2008-2014 True Blood - als Maxine Fortenberry - 25 afl.
- 2012 Dumbass Filmmakers! - als Brenda Winters - 4 afl.
- 2008-2009 The Office US - als Ronni - 2 afl.
- 2003 Mister Sterling - als Pat Conway - 9 afl.
- 1994 NYPD Blue - als Polly - 2 afl.